# 강명주 (배우)
강명주(1971년 2월 28일 ~ 2025년 2월 27일)는 대한민국의 배우로, 주로 드라마와 영화에서 활동하며 인정받은 실력파 연기자였다. 서울 출생이며,  대학에서 연극을 전공하며 본격적인 연기의 길로 입문하게 된다.

## 학력
- 공주여자고등학교 졸업
- 동국대학교 연극영화학과 졸업

## 연기 활동

### 드라마
- 1997년 SBS 《여자》 - 최예자 역
- 1997년 SBS 《70분 드라마 - 머피와 샐리의 법칙》 - 진혜영 역
- 2022년 ENA 《이상한 변호사 우영우》 - 박인영 판사 역
- 2023년 SBS 《낭만닥터 김사부 3》 - 1인 시위를 하는 어머니 역
- 2023년 tvN 《이번 생도 잘 부탁해》 - 조유선 역
- 2024년 MBC 《원더풀 월드》 - 김은민 역
- 2024년 KBS2 《드라마 스페셜 - 모퉁이를 돌면》 - 강자경 역
- 2025년 Netflix 《폭싹 속았수다》 - 윤부용 역

### 공연
- 2011년 《우리 말고 또 누가 우리와 같은 말을 했을까》
- 2013년 《말들의 무덤》
- 2013년 《천국으로 가는 길》 - 적십자 대표 역
- 2014년 《먼지섬》
- 2015년 《옥상 위 카우보이》 - 지원 역
- 2016년 《코리올라너스》 - 볼럼니아 역
- 2018년 《피와 씨앗》 - 소피아 역
- 2019년 《히스토리 보이즈》 - 린톳 역
- 2020년 《코리올라너스》
- 2021년 《인간이든 신이든》 - 여자 역
- 2021년 《스웨트》 - 트레이시 역
- 2023년 《20세기 블루스》 - 맥 역
- 2024년 《비Bea》 - 캐서린 역

### CF
- 1996년 《식물나라》